# 1836 en science-fiction
| Années de la science-fiction : 1833 - 1834 - 1835 - 1836 - 1837 - 1838 - 1839    |
| Décennies de la science-fiction : 1800 - 1810 - 1820 - 1830 - 1840 - 1850 - 1860 |

L'année 1836 a connu, en matière de science-fiction, les faits suivants :

## Naissances et décès

### Naissances
- 15 février : Louis Mullem, journaliste, écrivain et compositeur français.

## Parutions littéraires
- Three Hundred Years Hence par Mary Griffith.